# 의료
의료(醫療, 영어: health care 또는 healthcare)는 사람의 건강 유지, 회복, 촉진 등에 대해서 사용되는 광범위한 의미를 가진 단어이다. 실제 활동은 의료 행위(醫療行爲), 의료 활동(醫療活動) 등으로 불리고 의료에 관한 기술은 의료 기술(醫療技術) 등으로 불린다. 의료 행위는 환자의 질병의 치료뿐만 아니라 그 병의 예방도 포함한다. 대한민국의 경우 의료인이라 함은 보건복지부장관의 면허를 받은 의사, 한의사, 치과의사, 조산사 및 간호사를 말한다.
의료는 의료 전문가 및 관련 보건 분야에서 제공되는데, 의학, 치의학, 약학, 조산, 간호, 검안, 청각학, 심리학, 작업 치료, 물리 치료, 운동 훈련 및 기타 보건 전문직이 모두 의료에 해당한다.
의료에 대한 접근성은 국가, 지역사회, 개인에 따라 다를 수 있으며, 사회 및 경제적 여건과 보건 정책영향을 받는다. 세계보건기구(WHO)에 따르면 잘 작동하는 의료 시스템에는 자금 조달 구조, 잘 훈련되고 적절한 보수를 받는 인력, 의사 결정과 정책의 근거가 되는 신뢰할 수 있는 정보, 양질의 의약품과 기술을 제공할 수 있는 잘 관리된 의료 시설이 필요하다. 효율적인 의료 시스템은 한 국가의 경제, 개발, 산업화의 상당 부분에 기여할 수 있다.

## 기타
진료컴퓨터는 진료 기록을 다루는 데 주로 사용되나 북유럽에서는 환자 진료 중에 치료와 관련한 자료를 실시간 검색하는데 의사가 적극 활용하는 것이 환자에게 목격되기도 하였다.

## 같이 보기
- 의료의 질에 따른 나라 목록
- 나라별 의료
- 건강 형평성
- 보건 정책
- 의료제도 / 의료종사자
- 보편적 건강보장
- 치료(therapy 또는 medical treatment)
- 시술(intervention)